# Vespella de Gaià
|  | «Vespella» redirigeix aquí. Vegeu-ne altres significats a «Vespella (Gurb)». |

Vespella de Gaià (tradicionalment anomenat, simplement, Vespella, nom oficial fins al 1996) és una vila i municipi de la comarca del Tarragonès.

## Geografia
- Llista de topònims de Vespella de Gaià (Orografia: muntanyes, serres, collades, indrets..; hidrografia: rius, fonts...; edificis: cases, masies, esglésies, etc).

## Història
La primera referència històrica del municipi data de 1167, quan es va fer donació d'aquestes terres a Ponç de Far. El 1314 el rei Jaume el Just d'Aragó va vendre el castell, del qual només en resten alguns trams del mur perimetral i el basament d'una torre circular, a Pere de Queralt. Aquesta família va conservar la senyoria fins al 1390, quan va passar a ser possessió dels comtes de Barcelona. A finals del segle xiv va ser venut a Pere d'Icard i més tard als Desvalls, qui van mantenir-ne els drets fins a la fi de les senyories.

## Cultura
L'església parroquial està dedicada a sant Miquel. Correspon a l'antiga capella del castell de Vespella i és l'única resta visible d'aquest. És un edifici romànic amb coberta de volta apuntada. Al seu interior es conserva un retaule del 1579 dedicat a la Mare de Déu del Roser.
Vespella celebra la seva festa major en honor de sant Miquel el 29 de setembre.

## Economia
La principal activitat econòmica del municipi és l'agricultura. Destaquen els conreus de vinya, oliveres, garrofers i avellaners.

## Demografia
| Entitat de població   | Habitants (2023) |
| Sant Miquel           | 328              |
| Vespella de Gaià      | 88               |
| els Masos de Vespella | 54               |
| la Coma               | 24               |
| Font: Idescat         |                  |

| 1497 f | 1515 f | 1553 f | 1717 | 1787 | 1857 | 1877 | 1887 | 1900 | 1910 |
| ------ | ------ | ------ | ---- | ---- | ---- | ---- | ---- | ---- | ---- |
| 20     | 20     | 18     | 100  | 287  | 287  | 234  | 220  | 261  | 216  |

| 1920 | 1930 | 1940 | 1950 | 1960 | 1970 | 1981 | 1990 | 1992 | 1994 |
| ---- | ---- | ---- | ---- | ---- | ---- | ---- | ---- | ---- | ---- |
| 212  | 160  | 118  | 142  | 117  | 70   | 81   | 93   | 86   | 86   |

| 1996 | 1998 | 2000 | 2002 | 2004 | 2006 | 2008 | 2010 | 2012 | 2014 |
| ---- | ---- | ---- | ---- | ---- | ---- | ---- | ---- | ---- | ---- |
| 148  | 172  | 205  | 226  | 241  | 339  | 395  | 418  | 395  | 417  |

| 2016 | 2018 | 2020 | 2022 | 2024 | 2026 | 2028 | 2030 | 2032 | 2034 |
| ---- | ---- | ---- | ---- | ---- | ---- | ---- | ---- | ---- | ---- |
| 421  | 410  | 417  | 496  | 506  | -    | -    | -    | -    | -    |

## Geografia

### Muntanyes
- Muntanya del Mestret, 128,7 m.[4] 41° 12′ 0.9″ N, 1° 23′ 4.4″ E / 41.200250°N,1.384556°E
- La Cogulla, 244,3 m.[4] 41° 12′ 22.81″ N, 1° 23′ 31.61″ E / 41.2063361°N,1.3921139°E

### Serres
- Serra de l'Hivern, 244,3 m.[4] 41° 12′ 7.17″ N, 1° 23′ 44.79″ E / 41.2019917°N,1.3957750°E
- Serra Alta, 220,3 m.[4] 41° 12′ 41.63″ N, 1° 23′ 20.69″ E / 41.2115639°N,1.3890806°E

### Masos
- Mas de Llagostera41° 10′ 48.71″ N, 1° 21′ 16.52″ E / 41.1801972°N,1.3545889°E

## Personatges influents que hi han nascut o que hi resideixen
- Alexandre Cao de Benós de Les i Pérez, representant a l'estranger de Corea del Nord, viu a cavall del poble.